# Calle de Téllez
La Calle de Téllez calle situada en el Barrio de Pacífico (Madrid), que discurre en paralelo a la Avenida de la Ciudad de Barcelona, y a las vías del tren que están a la entrada de la Estación de Atocha.
El 11 de marzo de 2004, un tren de Cercanías explotó enfrente de esta calle, la cual se cobró 64 víctimas mortales. Minutos después de la explosión, se estableció un hospital de campaña en el Polideportivo Daoíz y Velarde, situado en la misma calle.

## Monumento a las víctimas de los atentados del 11 de marzo de 2004

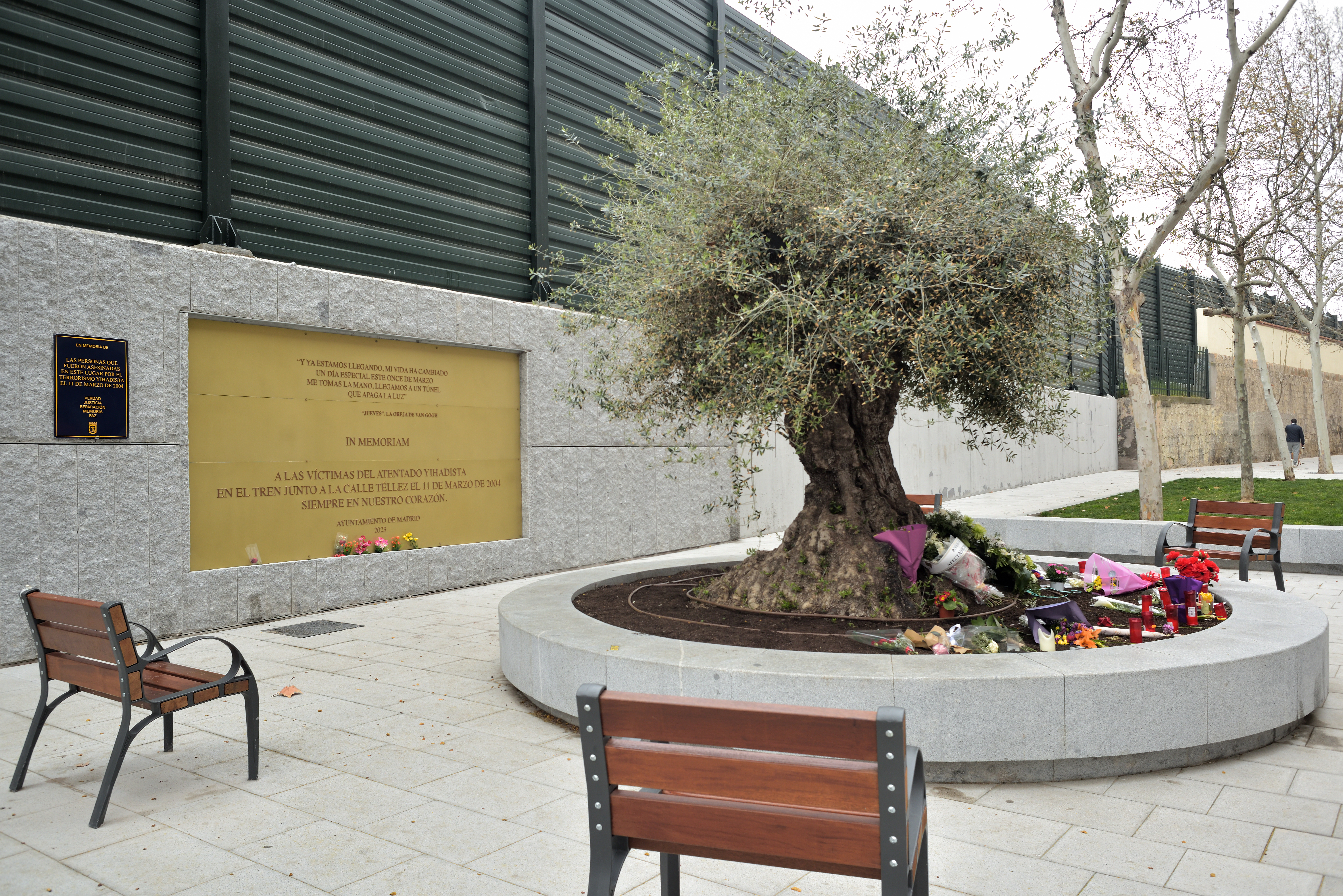
Monumento a las víctimas del 11M.

El 11 de marzo de 2023 el Ayuntamiento de Madrid inaugura un monumento en memoria de las víctimas del atendado Yihadista del 11 de marzo de 2004. Este monumento está situado frente al número 30 de la calle de Téllez.

## Transporte
- Metro: Las estaciones más próximas a la calle de Téllez son las estaciones de Pacífico, Menéndez Pelayo y Atocha.
- Cercanías: La estación más próxima a esta calle es la estación de Atocha, la cual también fue víctima de los atentados del 11M.